# O Jesu Christ, meins Lebens Licht, BWV 118
Deși a fost publicat abia în secolul al XIX-lea, O Jesu Christ, meins Lebens Licht, BWV 118, este un motet sacru scris de Johann Sebastian Bach, ce se presupune că ar fi fost interpretat la o ceremonie funerară în secolul al XVIII-lea și este posibil să fi fost o creație generică pentru lucrările de acest gen. Când a fost publicată pentru prima dată, lucrarea a fost denumită cu termenul de cantată, probabil datorită acompaniamentului instrumental pe care îl are. Deși nu este o lucrare a cappella, în prezent este acceptată ca fiind un motet. 

## Context istoric
Lucrarea a fost scrisă în jurul anului 1736 sau 1737, pe textul unui imn scris de Martin Behm în 1610, și se presupune că a avut premiera înainte de prima interpretare cunoscută la ceremonia de la mormântul contelui Joachim Friedrich von Flemming în 11 octombrie 1740. Contele era guvernator la Leipzig și îl cunoscuse pe Bach prin prisma întâlnirilor lor în care Bach îi arătase diverse lucrări muzicale ale sale. Faptul că acompaniamentul există în două versiuni sugerează faptul că a existat o revizuire ulterioară a lucrării în anii 1740.

## Aspecte muzicale
O Jesu Christ, meins Lebens Licht a fost caracterizată ca fiind ceva între cantată și o transcripție corală în stilul unui motet. De fapt, lucrarea este o versiune sub formă de motet a coralului Ach Gott, wie manches Herzeleid. Vocile inferioare ale corului scris la patru voci au rol de contrapunctare a liniei melodice din sopran, în timp ce acompaniamentul instrumental include un motiv ascendent la coarde.
Lucrarea cuprinde strofe corale separate de interludii instrumentale repetate. Numărul strofelor cântate coincide cu durata procesiunii în cadrul căreia a fost utilizată lucrarea. După cum spuneam mai sus, există două versiuni ale părții instrumentale:
- prima versiune este unică datorită faptului că nu include instrumente cu coarde, ceea ce o diferențiază în rândul motetelor lui Bach. Versiunea cuprinde doi litui (instrument despre care unele surse susțin că ar reprezenta cornul sau un instrument asemănător trompetei), un cornetto, trei tromboni și orgă.
- a doua versiune este scrisă pentru doi litui, coarde, orgă și, opțional, trei oboi și fagoți.
Prima versiune a fost creată, cel mai probabil, pentru a fi interpretată în aer liber, unde instrumentele de alamă ar avea un efect mai bun decât cele cu coarde, explicându-se astfel renunțarea la includerea lor în lucrare. Cât despre alegea includerii unei orgi, aceasta poate sugera destinarea lucrării pentru spațiu închis, dar era posibilă utilizarea unei orgi portabile. A doua versiune însă este mult mai potrivită pentru acustica unui spațiu închis. De asemenea, înregistrările existente ale lucrării par să fi fost realizate într-un astfel de spațiu. O performanță notabilă susținută în aer liber este cea a lui John Eliot Gardiner sau cea a Corului Monteverdi, ale căror interpretări au putut fi ascultate în aer liber cu ocazia aniversării a 250 de ani de la moartea lui Bach. Cu toate acestea, interpretările nu au fost incluse în setul de înregistrăti Bach Cantata Pilgrimage. 

## Publicarea
Lucrarea a fost publicată în 1876 în prima ediție completă a lucrărilor lui Bach, intitulată  Bach-Gesellschaft Ausgabe, volum al cărui editor a fost Alfred Dörffel. A fost inclusă, inițial, printre cantate, dar acum se află în rândul motetelor din Neue Bach-Ausgabe.